# Treillières
Treillières is een gemeente in het Franse departement Loire-Atlantique (regio Pays de la Loire). De plaats maakte deel uit van het arrondissement Nantes, tot zij op 1 januari 2017 werd overgedragen aan het arrondissement Châteaubriant-Ancenis. Treillières telde op 1 januari 2022 10.414 inwoners.

## Geografie
De oppervlakte van Treillières bedroeg op 1 januari 2022 29,05 vierkante kilometer; de bevolkingsdichtheid was toen 358,5 inwoners per km².

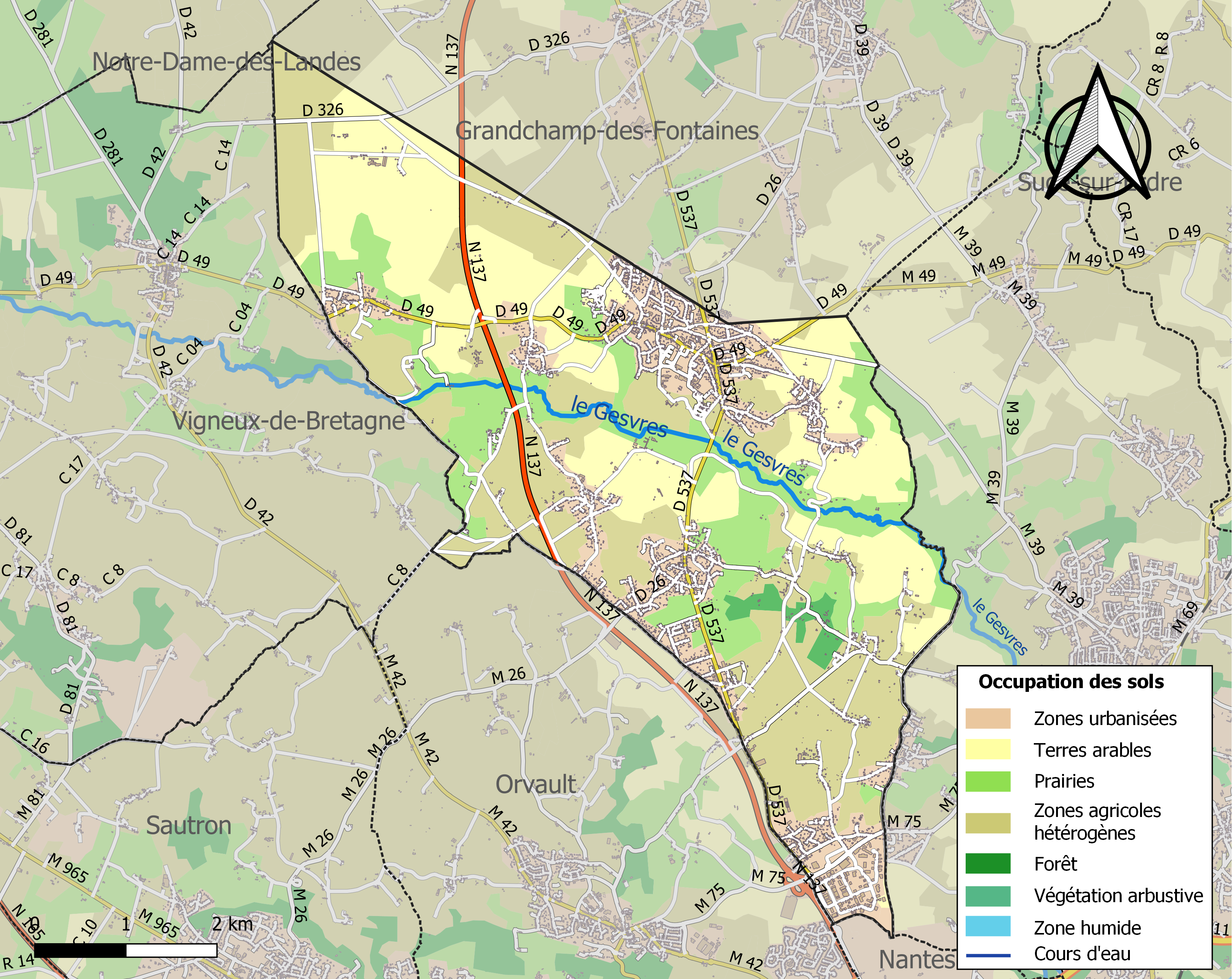
Kaart van de gemeente met de belangrijkste infrastructuur, bodemgebruik en omliggende gemeenten

## Demografie
Onderstaande figuur toont het verloop van het inwonertal (bron: INSEE-tellingen).